# دوبخشر
دوبخشر، روستایی از توابع بخش احمدسرگوراب شهرستان شفت در استان گیلان ایران است.

## جمعیت و ویژگی‌های جغرافیایی
این روستا در دهستان احمد سرگوراب واقع شده و براساس آمار خانه بهداشت دوبخشر که نهاد دولتی مستقر در روستاست و از نظر آمار جمعیتی برای روستاهای ایران، دقیق‌ترین آمار جمعیتی را جمع آوری می کند، جمعیت روستا در اسفند 1403 برابر 762 نفر بوده است که شمار مردان 375 نفر و شمار زنان آن 387 نفر ثبت شده است. خانه‌ی بهداشت روستاها، هر ساله در پایان هر سال، سرشماری سالانه‌ی جمعیتی خود را انجام می‌دهند. بر‌اساس آمارهای خانۀ بهداشت روستای دوبخشر می‌توان گفت که اکنون الگوی جدیدی از تحولِ جمعیتی در روستاهای گیلان در حال تحقق است. برابر آمار این نهاد، جمعیت روستای دوبخشر در اسفند 1397 برابر706 نفر بوده است . در حالیکه این تعداد در اسفند 1403 برابر 762 نفرثبت شده است که افزایشی56 نفری داشته است. اما در همین حال نرخ رشد طبیعی جمعیت روستا در طول هفت سال منتهی به فروردین سال 1404 با نرخ رشد منفی شدید رو به رو بوده است. برابر همین آمار در اسفند 1397 تعداد تولد در روستا 2 تولد و تعداد مرگ در همین سال 15 نفر بوده است. این روند در تمام طول هفت سال منتهی به آغاز سال 1404 تکرار شده  و نشان می‌دهد که شمار زاد و ولد از شمار مرگ و میر‌ها در این روستا به طرز فاحشی کمتر بوده است . به عنوان مثال در سرشماری اسفند 1403، تعداد تولد در روستا 2 بچه و تعداد مرگ و میر10 نفر ثبت شده است. شمار کل تولدها نیز در طول هفت سال از اسفند 1397 تا اسفند 1403 تنها 19 بچه اما شمار مرگ و میرها در همین دوره بیش از سه برابر یعنی 70 نفر ثبت شده است. پرسش این است که افزایش جمعیت روستا در طول دوره از اسفند 1397 تا اسفند 1403 چگونه تحقق یافته است؟. آمار خانه‌ی بهداشت نشان می‌دهد که در طول این دوره شماره خارج شده‌ها از روستا یعنی شمار کوچنده‌ها از روستا 72 نفر اما شمار وارد شدگان که در روستا ساکن شده اند برابر 171 نفر بوده است. بدین ترتیب می‌توان گفت که این یکی از الگوهای کنونی تحولات جمعیت در روستاهای گیلان است. یعنی رشد منفی شدید طبیعی جمعیت که با وارد شدگان به روستا تا حدودی جبران شده و به افزایش اندک جمعیت روستایی ختم می شود.
  روستای دوبخشر یک روستای قدیمی است. مطابق نظر رابینو کنسول انگلیس در رشت که در سال‌های ۱۹۰۶–۱۹۱۲ در رشت اقامت داشته و کتابی به نام «تاریخ دارالمرز گیلان» نوشته، نام این روستا را « دباغ شهر» ثبت کرده است اما امروز این نام منسوخ شده و در مراجع رسمی و غیر رسمی این روستا «دوبخشر» نامیده می‌شود. 
  در این روستا یک تپه در داخل جلگهٔ هموار و مسطح بالا آمده که ارتفاع بلندترین نقطهٔ این تپه از سطح دریاهای آزاد در عرض جغرافیایی ۳۷ درجه و ۸ دقیقه و ۲۰ ثانیه و ۷۰ صدم ثانیه و طول جغرافیایی ۴۹ درجه و ۲۰ دقیقه و ۵۷ ثانیه و ۲۹ صدم ثانیه واقع شده و بر اساس نقشه گوگل ارت ۳۶۷ فوت یا حدوداً ۱۱۲متر است. به عبارت دیگر ارتفاع بلندترین نقطۀ این تپه در روستای دوبخشر حدود 112 متر از سطح دریاهای آزاد است. این تپه زیبا و پوشیده از درخت و باغ چای که در محل «کولک »نامیده می‌شود یکی از پدیده‌های نادر در جلگهٔ کناره دریای خزر از مازندران تا آستارا می‌باشد. زیرا این کوه در تمام جلگهٔ جنوب دریای خزر تنها برجستگی است که حدود ۵ کیلومتر ازرشته کوه البرز فاصله گرفته و در داخل جلگه برجسته شده وبالاآمده‌است. به نظر می‌رسد این برجستگی حاصل فعالیت‌های تکتونیکی (زمین ساخت) در این ناحیه است. تنوع چشم‌انداز پدید آمده در پرتو این تپهٔ زیبا به روستای دوبخشراهمیت ویژه‌ای از نظر گردشگری داده است. بسیاری از عروس ودامادهای روستاهای اطراف برای جشن اولین روز زندگی خود به این محل امده و از تپهٔ کولک بالا رفته و در آن فیلم عروسی خود را تهیه می‌کنند. اگر در گوگل نام دوبخشر را سرچ کنید می‌توانید تصویر این کوه را ببینید. از دیگر نکات جالب این روستا موقعیت گورستان آن است که بر روی یکی از یالهای «کولک» بنا شده و از این نظر گورستان آن در تمام روستاهای جلگه‌ای گیلان بدیلی ندارد. یعنی گورستانی به صورت تپه‌ای بلند در دل زمین هموار جلگه‌ای قرار گرفته با مسجدی که بر روی این تپه بنا شده‌است. این روستا در مرز پراکنش گویش تالشی و گیلکی واقع شده و ساکنان بخش جنوبی آن به گویش تالشی و بخش شمالی آن با گویش گیلکیِ بیه پسی صحبت می‌کنند. 
منابع
- آمار جمعیتی از خانۀ     بهداشت دوبخشر بر اساس سرشماری‌ها از اسفند 1397تا اسفند 1403 .